# Vladimir Ivković
Vladimir Ivković, hrvatski vaterpolist, dvostruki osvajač srebrne medalje na Olimpijskim igrama u Helsinkiju 1952. i u Melbourneu 1956. godine.